# Marcel Kanarek
Marcel Kanarek (ur. 5 lutego 1993 w Koszalinie) – polski szachista, arcymistrz od 2016 roku.

## Kariera szachowa
W swojej dotychczasowej karierze zdobył pięć medali indywidualnych mistrzostw Polski juniorów w szachach klasycznych: złoty (Chotowa 2009 – w kategorii do 16 lat), trzy srebrne (Bęsia 2006 i Turawa 2007 – oba w kategorii do 14 lat, Murzasichle 2011 – do 18 lat) oraz brązowy (Kołobrzeg 2002 – do 10 lat). Wielokrotnie reprezentował barwy Polski na mistrzostwach świata i Europy juniorów, dwukrotnie zdobywając srebrne medale, w latach 2007 (Antalya – MŚ do 14 lat) oraz 2011 (Albena – ME do 18 lat).
Jest trzykrotnym medalistą drużynowych mistrzostw Europy juniorów do 18 lat: dwukrotnie złotym (Pardubice 2010, Jassy 2011) oraz srebrnym (Pardubice 2009).
W 2007 r. podzielił III m. w międzynarodowych otwartych turniejach rozegranych w Nowym Sadzie, Mielnie oraz dwukrotnie w Koszalinie. W 2009 r. podzielił I m. (wspólnie z Wadimem Szyszkinem, Klaudiuszem Urbanem i Mirosławem Grabarczykiem) w XX Memoriale Józefa Kochana w Koszalinie. Na przełomie 2011 i 2012 r. zwyciężył w kołowym turnieju Comarch Cup w Krakowie, natomiast na przełomie 2014 i 2015 – podzielił I m. w Krakowie (turniej Cracovia, wspólnie z m.in. Ołeksandrem Zubowem.
Najwyższy ranking w dotychczasowej karierze osiągnął 1 lipca 2016 r., z wynikiem 2548 punktów zajmował wówczas 20. miejsce wśród polskich szachistów.